# William Read Scurry

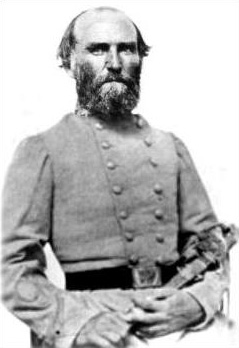
William Read Scurry

William Read Scurry (* 10. Februar 1821 in Gallatin (Tennessee); † 30. April 1864 bei Jenkins Ferry) war ein texanischer Politiker und General des Konföderierten Heeres während des Amerikanischen Bürgerkrieges.

## Leben
Scurry wurde 1821 als Sohn von Thomas J. Scurry und Catherine Scurry, geb. Bledsoe, geboren. Er war der jüngere Bruder von Richardson A. Scurry (1811–1862).
Am 20. Juni 1839 ließ er sich in der Republik Texas nieder. Januar 1840 wurde er als Landeigentümer registriert. Er wurde als Anwalt zugelassen und 1841 zum Distriktstaatsanwalt ernannt. Scurry wurde 1842 Unterstützer von Thomas Jefferson Rusk; von 1843 bis 1844 war er Mitglied des Kongresses der Republik Texas und vertrat dort das Red River County. Er unterstützte die Annexion von Texas durch die Vereinigten Staaten von Amerika. Scurry trat als Freiwilliger in das 2. Regiment der Texas Mounted Volunteers ein und nahm am Mexikanisch-Amerikanischen Krieg teil. Im Juli 1846 wurde er zum Major befördert. Nach dem Krieg wurde Surry Rechtsanwalt in Clinton und war Miteigentümer und Mitherausgeber der Austin State Gazette. 1854 verkaufte er seine Anteile an der Zeitung. 1856 nahm er an der Versammlung der Demokratischen Partei zur texanischen Kandidaten-Nominierung teil. 1861 nahm Scurry am Konvent teil, der die Abspaltung Texas von der Union und den Beitritt zu den Südstaaten beschloss.
Im Juli 1861 trat er im Rang eines Oberstleutnants in das 4. Texas-Kavallerie-Regiment ein. Während des New-Mexico-Feldzuges kommandierte er am 28. März 1862 die konföderierten Truppen bei der Schlacht am Glorieta-Pass. Er wurde noch am Tag der Schlacht zum Oberst befördert. Am 12. September 1862 wurde Scurry Brigadegeneral. Scurry war an der Rückeroberung der texanischen Stadt Galveston am 1. Januar 1863 beteiligt. Im Oktober 1863 wurde er zum Kommandeur der 3. Brigade von Walker’s Texas Division ernannt. Er kommandierte 1864 diese Brigade während der Schlachten bei Mansfield und Pleasant-Hill. Er wandte sich nach diesen Schlachten gegen das von Frederick Steele befehligte und in Arkansas operierende VII. US-Korps. Seine Truppe marschierte anschließend nach Nordost-Texas. Am 30. April 1864 wurde Scurry in der Schlacht bei Jenkins Ferry verletzt und erlag nach dem Ende des Gefechts seinen Verletzungen.

## Ehrungen
Nach William Read Scurry wurde das Scurry County in Texas benannt.